# 永吉街道 (长春市)
永吉街道，是中华人民共和国吉林省长春市南关区下辖的一个乡镇级行政单位。

## 行政区划
永吉街道下辖以下地区：
南泉社区、职工新村社区、自由大路社区、吉顺社区、全安小区社区和平泉社区。